# Tupá (Vysoké Tatry)
Tupá je snadno dostupný, ale neznačený, vrchol se širokým sutinovým hřbetem z jihu a strmými srázy na severu. Je často navštěvovaný bez povolení, protože leží blízko magistrály a má všechny hřebeny schůdné; krásný výhled, zvláště na konec Zlomískové doliny.
Horolezecké terény se nabízí na severu, oblíbené jsou v zimě, protože k nim vedou od Popradského plesa krátké nástupy a túry jsou mixové (tedy kombinace skály, ledu, sněhu a trávy). Jižní travnato-suťové svahy jsou v zimě nebezpečně lavinézní.

## Topografie
Mezi Tupou a sedlem pod Ostrvou leží ještě předvrchol Tupý hrb. Na jih vybíhá dlouhý hřbet, který vytváří samostatný vrchol Klin (2183 m) za Tupou Priehybou. Svahy Klinu traverzuje Tatranská magistrála. Trochu kratší hřeben vede z Tupé na východ na Lúčne sedlo, dělící ji od Končisté.

## Galerie

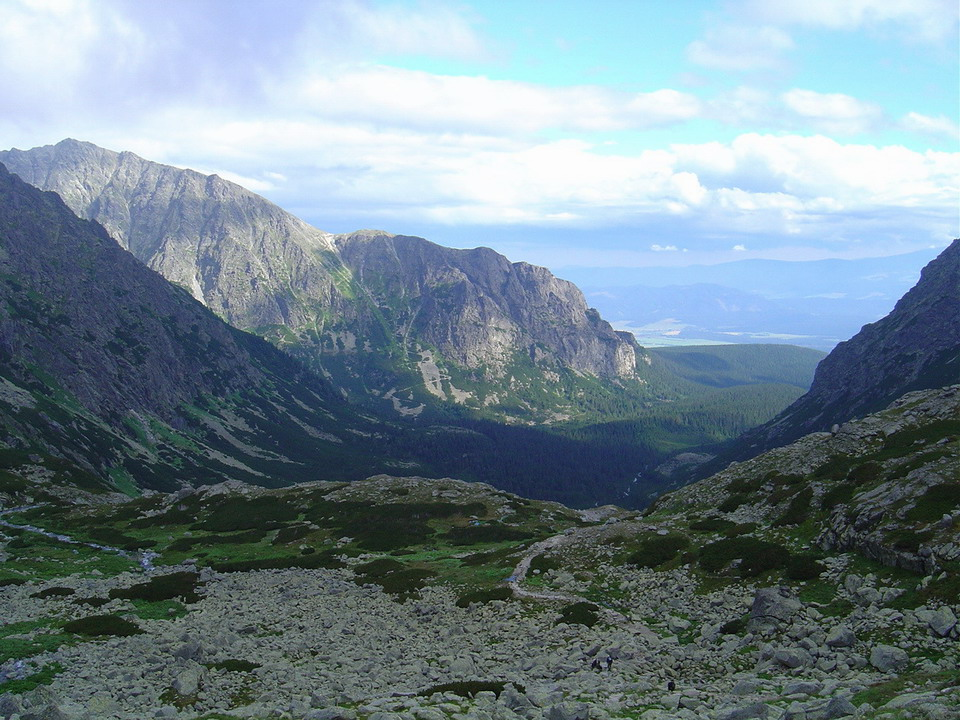
Zprava Ostrva a Tupá ze severu.
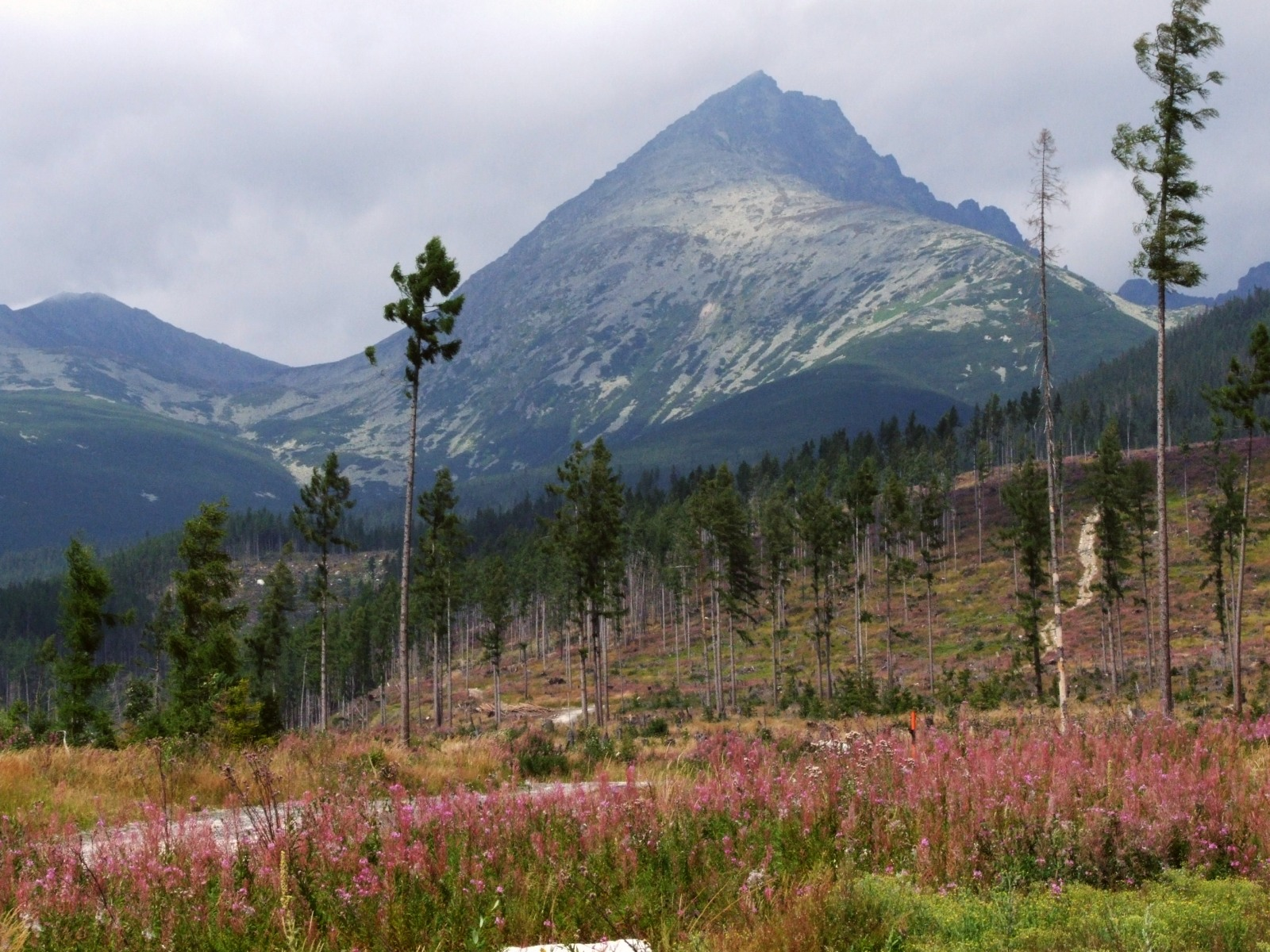
Tupá a Končistá.
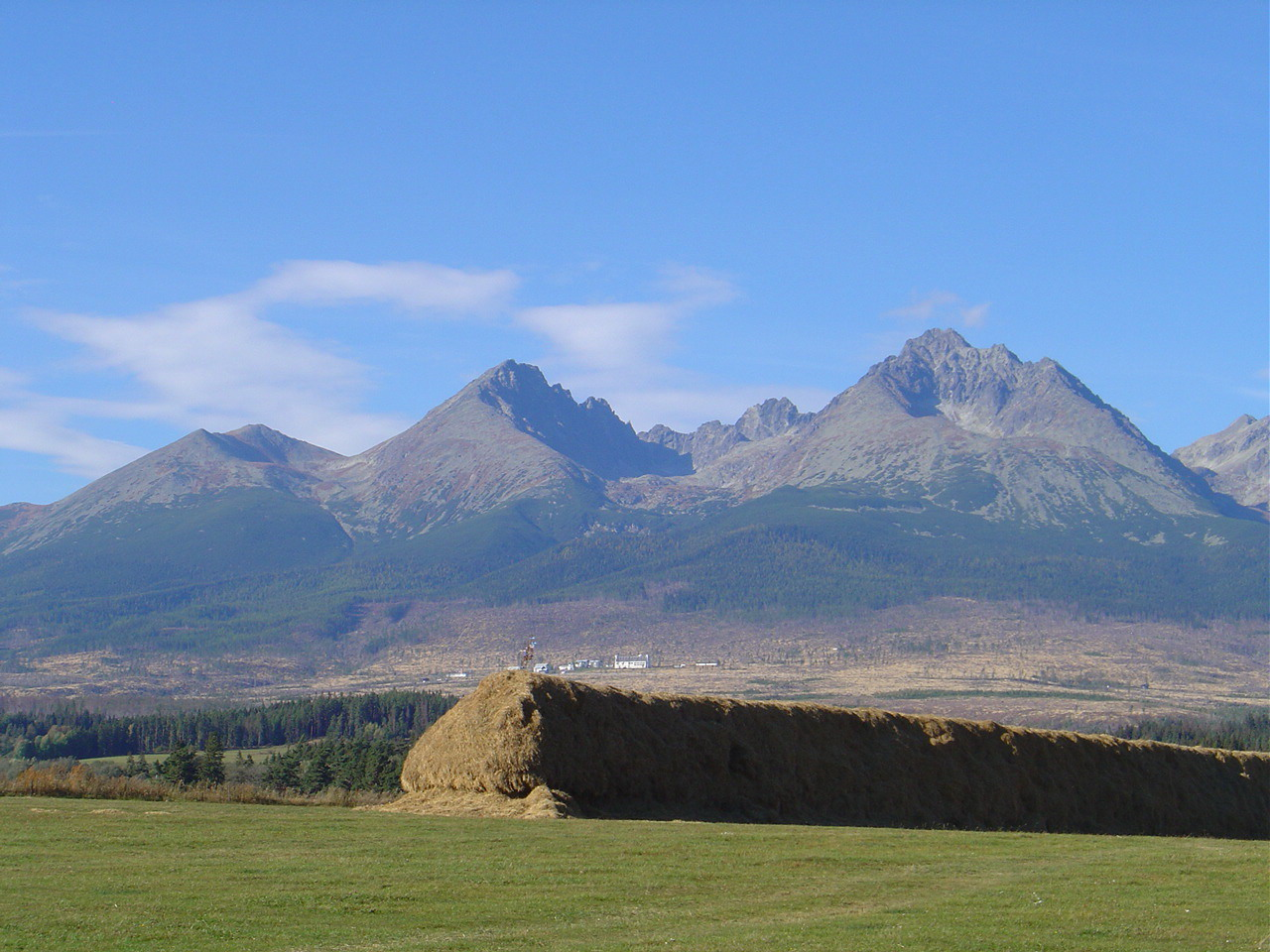
Vlevo Klin – Tupá, Končistá a Gerlach.